# Cut

cut — команда выборки отдельных полей из строк файла.

## Описание
Команда cut используется для выборки колонок из таблицы или полей из каждой строки файла; если применить терминологию баз данных, команда cut выполняет операцию проекции отношения. Поля, специфицированные списком, могут быть фиксированной длины, то есть расположенные как на перфокарте (опция -c), или переменной длины, изменяющейся от строки к строке; в этом случае границей поля является символ-разделитель, например, символ табуляции (опция -f). Команду можно использовать как фильтр: если не указано ни одного файла или задано имя -, используется стандартный ввод. Результат всегда поступает на стандартный вывод.

## Использование
- cut {-b список-байтов, --bytes=список-байтов} [-n] [--help] [--version] [файл…]
- cut {-c список-символов, --characters=список символов} [--help] [--version] [файл…]
- cut {-f список полей, --fields=список-полей} [-d разделитель] [-s] [--delimiter=разделитель] [--only-delimited] [--help] [--version] [файл…]

## Параметры запуска
-b, --bytes=СПИСОК
выбрать только заданные байты
-n
запрещает  разрывать многобайтовые символы
-c, --characters=СПИСОК
выбрать только заданные знаки
-d, --delimiter=РАЗДЕЛИТЕЛЬ
использовать для разделения полей РАЗДЕЛИТЕЛЬ вместо табуляции
-f, --fields=LIST
печатает только поля, перечисленные в списке полей. Поля по умолчанию разделяются символом TAB.
--complement
дополнить множество выбранных байт, знаков или полей.
-s, --only-delimited
не печатать строки, не содержащие разделителей
--output-delimiter=СТРОКА
использовать СТРОКУ для разделения полей при выводе, по умолчанию используется разделитель для ввода
--help
показать справку и выйти
--version
показать информацию о версии и выйти